# 开丰站
开丰站（朝鲜语：／ Kaep'ung yŏk */?）是位于朝鮮民主主義人民共和國開城市開豐區域的一個鐵路車站。屬於平釜線。

## 邻近车站
平釜线
礪峴站 - 开丰站 - 开城站